# Presidente del Gobierno de España

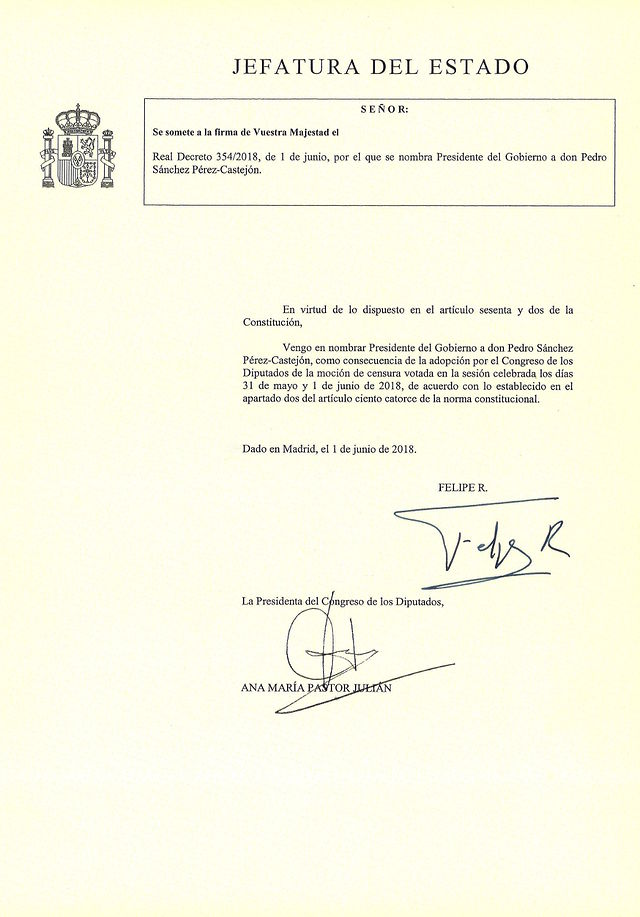
Real Decreto de nombramiento en 2018.

El presidente del Gobierno de España es el jefe del ejecutivo español. El presidente del Gobierno encabeza el Consejo de Ministros y propone al rey el nombramiento de sus miembros; en este sentido, corresponde al presidente dirigir la acción del Gobierno y coordinar las funciones de los ministros, como establece la Constitución.  Como jefe del Gobierno, también asesora al rey en el uso de sus prerrogativas reales.
Aunque no es posible determinar cuándo se originó realmente el cargo, este ha evolucionado a lo largo de la historia hasta lo que es hoy. Fue regulado formalmente por primera vez por Real Decreto de 31 de diciembre de 1824, cuando el rey Fernando VII nombró a su Secretario del Despacho de Estado, Víctor Damián Sáez, presidente del recién establecido Consejo de Ministros —en ausencia del monarca—, mientras que la actual regulación data del reinado del rey Juan Carlos I, en la Constitución de 1978, que describe el papel y las funciones constitucionales del presidente, el acceso al cargo y las formas de cese, así como la relación entre el presidente del Gobierno y las Cortes Generales.
Cuando se produce una vacancia de acuerdo a los casos tasados en la Constitución, el rey propone al Congreso de los Diputados un candidato, que debe someterse a un debate y una votación parlamentaria para determinar si tiene la confianza de la Cámara; este procedimiento se denomina investidura. Si obtiene la confianza de la cámara, es nombrado por el rey, ante el cual presta solemnemente juramento o promesa. En la práctica, el presidente suele ser siempre el líder del partido mayoritario en el Congreso, aunque no necesariamente. La residencia oficial y el despacho del presidente se encuentra en el Palacio de la Moncloa, en Madrid.
Pedro Sánchez, del Partido Socialista Obrero Español (PSOE), es el actual presidente del Gobierno desde el 2 de junio de 2018, tras conseguir el apoyo de la Cámara Baja mediante una moción de censura contra el expresidente Mariano Rajoy. Desde entonces, Sánchez ha encabezado tres gobiernos —los mismos que Adolfo Suárez y uno menos que Felipe González—, con el último tomando posesión en noviembre de 2023.

## Elección

### Elegibilidad
El artículo 11 de la Ley 50/1997, de 27 de noviembre, del Gobierno establece que para ser presidente del Gobierno se requiere ser español, mayor de edad, disfrutar de los derechos de sufragio activo y pasivo, así como no estar inhabilitado para ejercer empleo o cargo público por sentencia judicial firme. No hay limitación de mandatos en la Presidencia del Gobierno de España.

### Elecciones generales
La elección del presidente del Gobierno se realiza de forma indirecta a través de las elecciones al Congreso de los Diputados, Cámara Baja de las Cortes Generales, cuya legislatura dura un máximo de cuatro años. El Gobierno saliente cesa el día de las elecciones, pero se mantiene en funciones hasta que el siguiente jura su cargo. El Congreso de los Diputados electo se reúne en sesión constitutiva dentro de los veinticinco días siguientes a las elecciones. Posteriormente, mediante el proceso de investidura, el rey propone a un candidato, que debe recibir la confianza del Congreso de los Diputados para poder ser nombrado presidente del Gobierno por el rey, como establece la Constitución española.

### Investidura
El proceso de investidura del presidente del Gobierno se realiza tras las elecciones generales y en los demás supuestos de cese del Gobierno: pérdida de la confianza parlamentaria, dimisión o fallecimiento del presidente del Gobierno. El artículo 99 de la Constitución española establece el funcionamiento del proceso de investidura.

Artículo 99

1. Después de cada renovación del Congreso de los Diputados, y en los demás supuestos constitucionales en que así proceda, el Rey, previa consulta con los representantes designados por los Grupos políticos con representación parlamentaria, y a través del Presidente del Congreso, propondrá un candidato a la Presidencia del Gobierno.
2. El candidato propuesto conforme a lo previsto en el apartado anterior expondrá ante el Congreso de los Diputados el programa político del Gobierno que pretenda formar y solicitará la confianza de la Cámara.
3. Si el Congreso de los Diputados, por el voto de la mayoría absoluta de sus miembros, otorgare su confianza a dicho candidato, el Rey le nombrará Presidente. De no alcanzarse dicha mayoría, se someterá la misma propuesta a nueva votación cuarenta y ocho horas después de la anterior, y la confianza se entenderá otorgada si obtuviere la mayoría simple.
4. Si efectuadas las citadas votaciones no se otorgase la confianza para la investidura, se tramitarán sucesivas propuestas en la forma prevista en los apartados anteriores.

5. Si transcurrido el plazo de dos meses, a partir de la primera votación de investidura, ningún candidato hubiere obtenido la confianza del Congreso, el Rey disolverá ambas Cámaras y convocará nuevas elecciones con el refrendo del Presidente del Congreso.
Constitución española

Para comenzar el proceso de investidura, el rey se entrevista con los representantes designados por los grupos políticos de la Cámara Baja. Al término de esta ronda de contactos, el rey propone un candidato a la Presidencia del Gobierno a través del presidente del Congreso de los Diputados. El candidato propuesto por el rey no tiene que ser necesariamente un diputado: puede ser cualquier ciudadano español mayor de edad. No obstante, en la práctica siempre ha sido así.

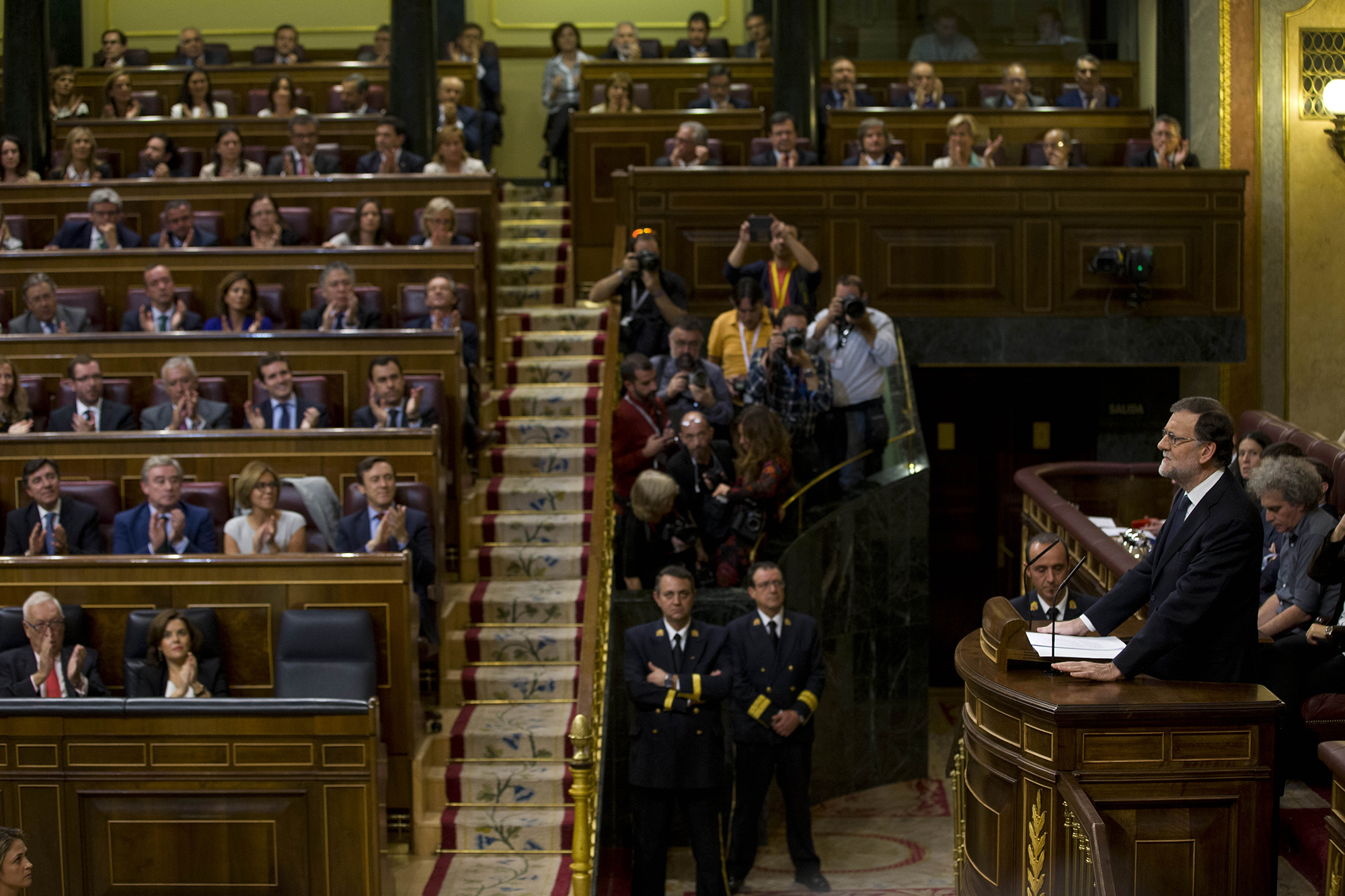
Debate de investidura de Mariano Rajoy en la XII legislatura (2016).

Una vez que el rey ha propuesto un candidato, se celebra la sesión de investidura en el Congreso de los Diputados. No existe un plazo de tiempo determinado entre la propuesta real de un candidato y la celebración de la sesión de investidura. El candidato propuesto por el rey expone ante el Congreso de los Diputados el programa político del Gobierno que pretende formar y solicita la confianza del Congreso. 
La Constitución no prevé un debate de investidura posterior a tal exposición, si bien el Reglamento del Congreso permite que un representante de cada grupo parlamentario intervenga durante un máximo de treinta minutos. Asimismo, permite turnos ilimitados de réplica por parte del candidato, y posteriores turnos de contrarréplica a los representantes, que disponen de un máximo de diez minutos.
Si el Congreso de los Diputados, por mayoría absoluta de votos afirmativos, otorga su confianza al candidato, el rey lo nombra presidente del Gobierno. En caso contrario, se somete la misma propuesta a nueva votación 48 horas después de la anterior. En esta segunda votación la confianza se otorga si el candidato obtiene una mayoría simple de votos afirmativos.
Si el candidato propuesto no obtiene la confianza de la Cámara Baja en las dos votaciones antedichas, dicha candidatura queda rechazada. El rey, previa nueva ronda de consulta a los grupos políticos, puede hacer sucesivas propuestas de candidatos a la Presidencia del Gobierno o incluso volver a proponer alguno ya rechazado si entiende que ya cuenta con el respaldo suficiente. En todo caso, si transcurridos dos meses desde la primera votación de investidura ningún candidato ha obtenido el respaldo de la cámara, las Cortes quedan automáticamente disueltas y se convocan nuevas elecciones generales que se deben celebrar 47 días después.
Solo en dos ocasiones, ambas en 2016, el candidato propuesto por el rey no obtuvo la confianza del Congreso de los Diputados en ninguna de las dos votaciones. En la primera ocasión, en marzo, el Congreso rechazó la investidura de Pedro Sánchez. El bloqueo en la investidura se solucionó repitiendo las elecciones, de conformidad con el artículo 99.5 de la Constitución española, en la xi legislatura. En la segunda ocasión, en septiembre, el Congreso rechazó igualmente la investidura de Mariano Rajoy. En esta ocasión el bloqueo se solucionó con un acuerdo «in extremis» del PSOE (que sufrió a su vez un cambio de ejecutiva interno) con Mariano Rajoy, que permitió que fuese nuevamente propuesto e investido a finales del mes de octubre.

### Toma de posesión

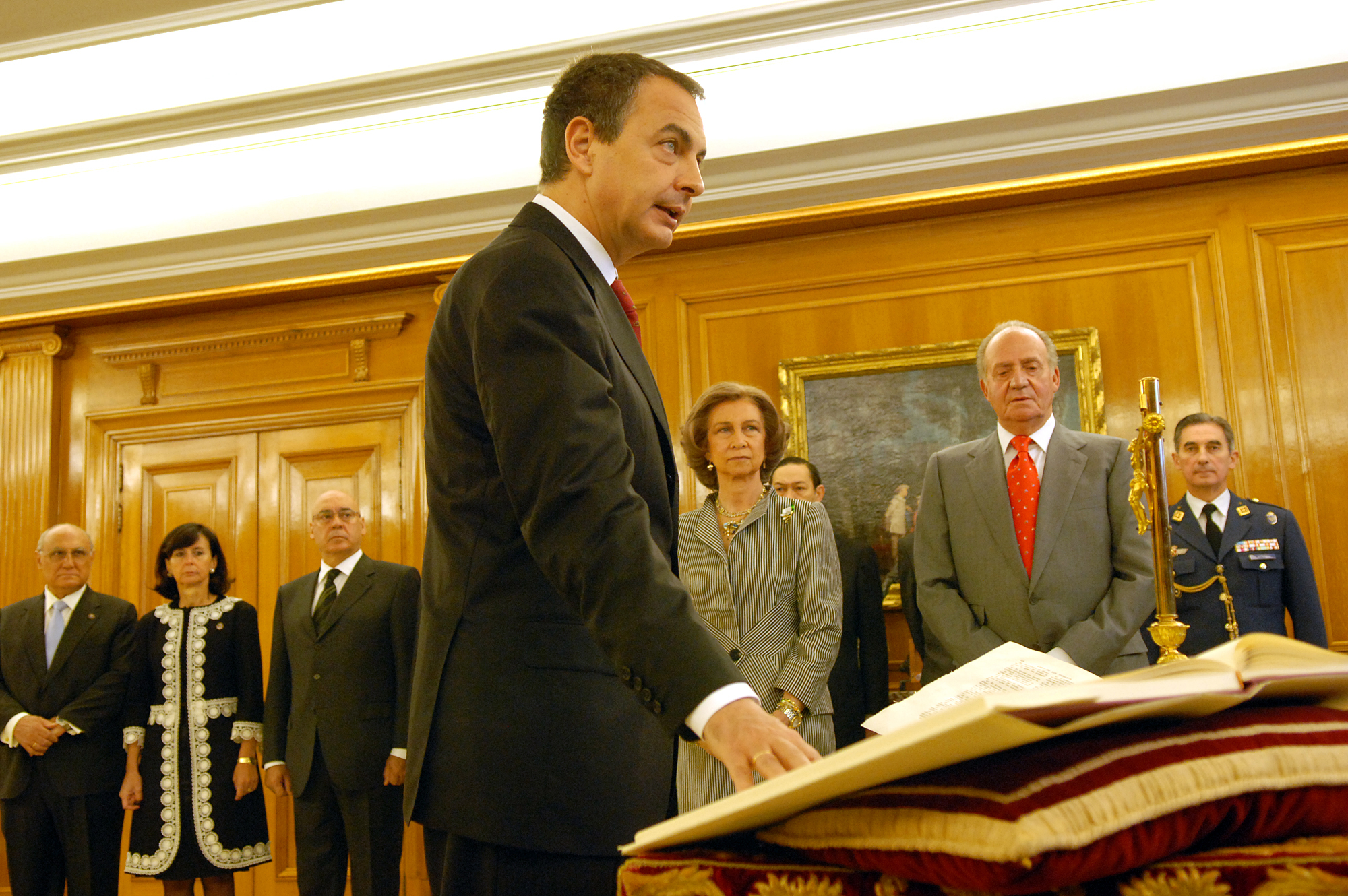
José Luis Rodríguez Zapatero prometiendo su cargo ante el rey Juan Carlos I (abril de 2008).

Tras recibir la confianza del Congreso de los Diputados, el candidato es nombrado por el rey como presidente del Gobierno a través de un real decreto. A continuación, se celebra una ceremonia en la cual jura o promete su cargo. Esta ceremonia se celebra en el Salón de Audiencias del Palacio de la Zarzuela ante la presencia del rey, el ministro de Justicia en funciones como notario mayor del Reino, el presidente del Congreso de los Diputados, el presidente del Senado, el presidente del Tribunal Constitucional, el presidente del Consejo General del Poder Judicial y del Tribunal Supremo y el presidente del Gobierno que dejará el cargo, en el caso de que vaya a haber un cambio en el cargo.
La toma de posesión la realiza el presidente en un escritorio situado junto al rey, en el que se coloca un papel con la fórmula de toma de posesión, un ejemplar abierto de la Constitución española y un ejemplar de la Biblia y un crucifijo en el caso de que el presidente desee jurar sobre ellos (solamente Sánchez en 2018 prescindió de ellos). Poniendo la mano sobre la Constitución, el presidente pronuncia la fórmula de toma de posesión. Esta fórmula está regulada en el Real Decreto 707/1979 y dice así:

Juro [o prometo] por mi conciencia y honor cumplir fielmente las obligaciones del cargo de presidente del Gobierno con lealtad al Rey, guardar y hacer guardar la Constitución como norma fundamental del Estado, así como mantener el secreto de las deliberaciones del Consejo de Ministros.

Una vez ha tomado posesión, el presidente del Gobierno forma su gabinete, cuyos ministros son nombrados y cesados por el monarca a propuesta del jefe de Gobierno.

## Cese
El cese del Gobierno de España se produce tras la celebración de las elecciones generales, por pérdida de la confianza parlamentaria mediante el rechazo de una cuestión de confianza o la aprobación de una moción de censura por parte del Congreso de los Diputados, o por dimisión o fallecimiento del presidente del Gobierno.
El artículo 113 de la Constitución española de 1978 establece el modo de funcionamiento de la moción de censura. Tiene que ser propuesta al menos por la décima parte de los diputados, y ha de incluir un candidato alternativo a la Presidencia del Gobierno. En el caso de aprobación de la moción de censura por mayoría absoluta, el Gobierno presenta su dimisión al rey de España, que nombra presidente al candidato incluido en la moción. Por este proceso se cesó en 2018 a Mariano Rajoy, tomando posesión como presidente del Gobierno el candidato propuesto en la moción por el PSOE, Pedro Sánchez.
En caso de dimisión o fallecimiento del presidente del Gobierno, todo el Gobierno cesa, pero se mantiene en funciones hasta la toma de posesión de un nuevo Gobierno, como establece el artículo 101 de la Constitución española. Según lo dispuesto por la Ley del Gobierno, las funciones del presidente son asumidas por los vicepresidentes o, en su defecto, por los ministros. En tal caso, se inicia el procedimiento para la investidura de un nuevo presidente del Gobierno. Solamente en una ocasión se ha producido la dimisión del presidente del Gobierno en la España democrática actual: en 1981 Adolfo Suárez, el primer presidente de la democracia, dimitió y Leopoldo Calvo-Sotelo fue investido.

## Funciones

Distintivo usado para señalar la presencia del presidente del Gobierno, entre otras autoridades civiles

Las funciones del presidente del Gobierno se establecen en los artículos 97 al 116 de la Constitución. No puede ejercer ninguna actividad profesional ni mercantil mientras esté en el ejercicio de su cargo.

### Responsabilidad política
La responsabilidad política del presidente y su gabinete está concretada en dos instituciones: la cuestión de confianza y la moción de censura.
El presidente del Gobierno, previa deliberación del Consejo de Ministros, puede plantear ante el Congreso de los Diputados la cuestión de confianza sobre su programa o sobre una declaración de política general. El Congreso de los Diputados le otorga la confianza cuando vote a favor de la misma la mayoría simple de los Diputados. Si la Cámara Baja niega la confianza al Gobierno, este presentará su dimisión ante el rey y se iniciará un nuevo proceso de investidura.
Una décima parte del Congreso de los Diputados puede proponer una moción de censura, proponiendo a su vez un presidenciable. La moción se adopta por la mayoría absoluta de la cámara. en ese caso, el Gobierno presentará su dimisión ante el monarca y el presidenciable se entenderá investido. Si la moción no prospera, sus signatarios no podrán proponer otra en el mismo período de sesiones.

### Responsabilidad penal
La responsabilidad penal del presidente es exigible únicamente ante la Sala de lo Penal del Tribunal Supremo, según establece el artículo 102 de la Constitución. Si la acusación fuera por traición o por cualquier delito contra la seguridad del Estado en el ejercicio de sus funciones solo podrá ser planteada por la cuarta parte de los miembros del Congreso de los Diputados y con la aprobación de la mayoría absoluta del mismo.
En todo caso no podrá recibir el derecho de gracia por parte del rey en esos supuestos.

## Presidencia del Gobierno
Para llevar a cabo sus funciones constitucionales, el presidente del Gobierno cuenta con una estructura de apoyo denominada Presidencia del Gobierno, que tiene su sede en el Complejo de la Moncloa. La Presidencia contó en el pasado con categoría de ministerio, y fue establecida en 1834, cuando se empezaron a asignar funcionarios y presupuesto a la secretaría personal del Presidente del Consejo de Ministros. Hoy, aunque ya no es un departamento ministerial, actúa como tal, y unas 2000 personas trabajan en él.
De la Presidencia del Gobierno depende el Ministerio de la Presidencia, Justicia y Relaciones con las Cortes, además del Gabinete de la Presidencia del Gobierno —encabezado por el director del Gabinete y quien coordina el resto de órganos presidenciales— y la Secretaría de Estado de Comunicación, que coordina la transparencia informativa del Gobierno.

### Seguridad y transporte

Emblema del DSPG.

El Gabinete de la Presidencia, a través de la Secretaría General de la Presidencia del Gobierno, es responsable de los asuntos de protocolo y seguridad. Dentro de la Secretaría General existe un Departamento de Seguridad de Presidencia del Gobierno (DSPG) que coordina los esfuerzos del Cuerpo Nacional de Policía y de la Guardia Civil en la protección del presidente del Gobierno y su familia, así como las infraestructuras y personal del Complejo de la Moncloa.
Los vehículos utilizados por el equipo del presidente del Gobierno son proporcionados por Parque Móvil del Estado (PME), un organismo autónomo del Ministerio de Hacienda que proporciona al Gobierno todo tipo de vehículos y conductores bien formados. El transporte aéreo del presidente del Gobierno y otros funcionarios gubernamentales lo proporciona principalmente el Ala 45 (aviones) y el 402 Escuadrón de Fuerza Aérea (helicópteros).

## Vicepresidente

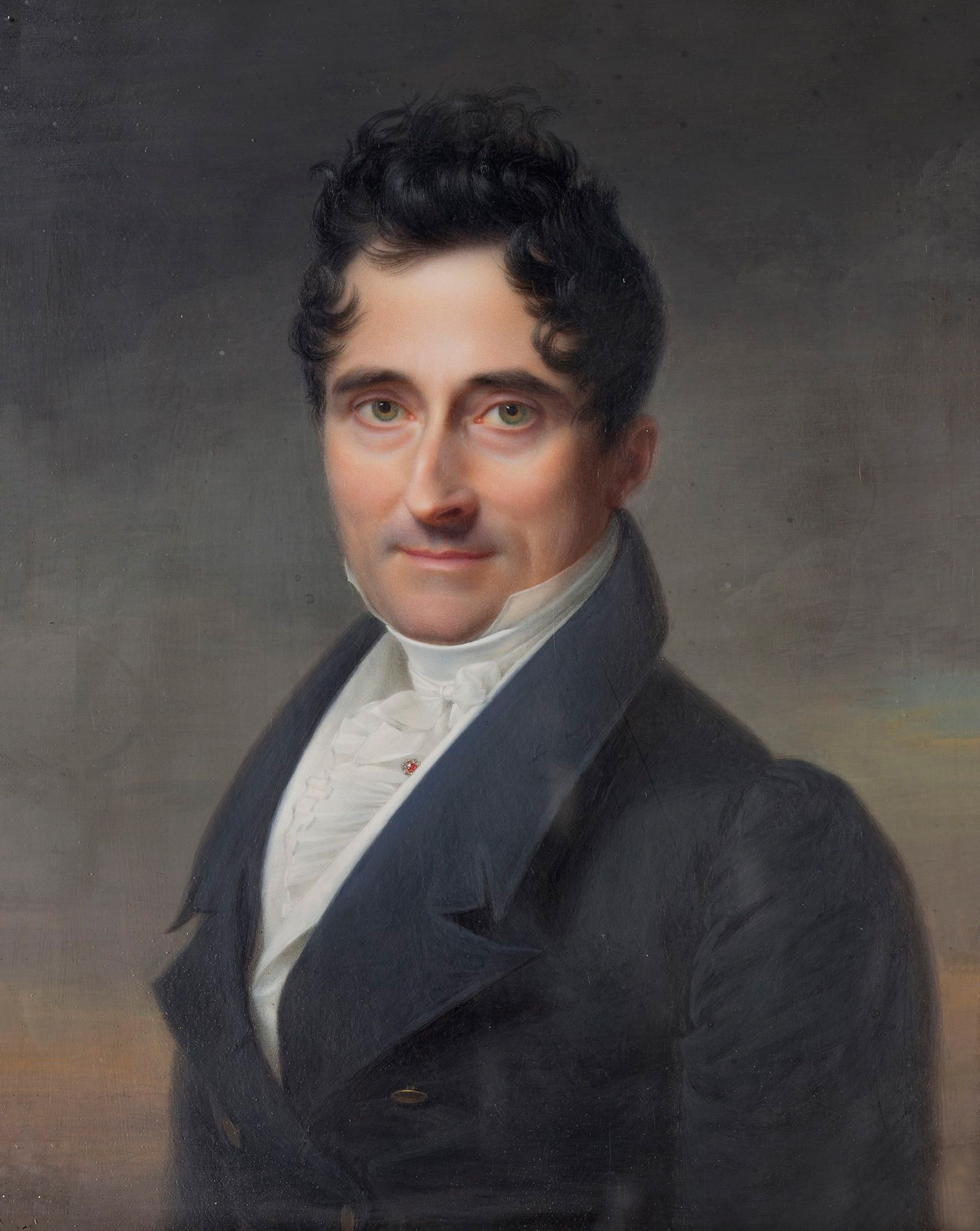
Joaquín María Ferrer y Cafranga fue la primera persona en ocupar el cargo de vicepresidente desde octubre de 1840 hasta mayo de 1841.

La Constitución prevé el cargo de Vicepresidente del Gobierno y también la posibilidad de tener más de uno. Si bien el cargo de vicepresidente ha existido de manera intermitente desde 1840, la Constitución hace suyo lo establecido en la Ley Orgánica del Estado de 1967, que preveía por primera vez la posibilidad de nombrar más de un vicepresidente.
Así, esta disposición se utilizó por primera vez en 1974, cuando el presidente del Gobierno, Carlos Arias Navarro, nombró a tres vicepresidentes (José García Hernández, Antonio Barrera de Irimo y Licinio de la Fuente). Desde entonces, otros tres presidentes de Gobierno (Adolfo Suárez, José Luis Rodríguez Zapatero y Pedro Sánchez) han tenido más de un vicepresidente. El segundo y tercer Gobierno de Pedro Sánchez ostentan el récord de más vicepresidencias, con cuatro. Este elevado número de vicepresidencias durante el segundo Gobierno de Sánchez se interpretó como una maniobra para reducir el peso político de su vicepresidente segundo y líder del partido minoritario en la coalición de Gobierno, Pablo Iglesias Turrión. Actualmente, el Gobierno de España se compone de tres vicepresidencias.

### Sucesión
Según el artículo 101 de la Constitución, el presidente del Gobierno y su Gobierno cesa en los casos de celebración de elecciones generales, dimisión, cuestión de confianza fallida, aprobación de moción de censura contra el presidente del Gobierno o fallecimiento de este. En las tres primeras opciones no hay sucesión, puesto que el presidente del Gobierno permanece en funciones hasta que el Congreso de los Diputados elija un nuevo jefe de Gobierno.
Sólo en caso de fallecimiento del presidente, la Ley de Gobierno de 1997 prevé la sucesión: el presidente del Gobierno es sucedido por el vicepresidente del Gobierno o, si hubiera más de uno, por los vicepresidentes, según su orden. Si no hay vicepresidente, la Ley de Gobierno establece que el presidente será sustituido por los ministros, según el orden de precedencia de los departamentos. Esto significa que el primero en la línea de sucesión después de los vicepresidentes sería el ministro de Asuntos Exteriores, seguido por el ministro de Justicia, el ministro de Defensa y el ministro de Hacienda. Estos cuatro son los primeros y más importantes cargos ministeriales creados en 1714 por el rey Felipe V.

## Residencia oficial

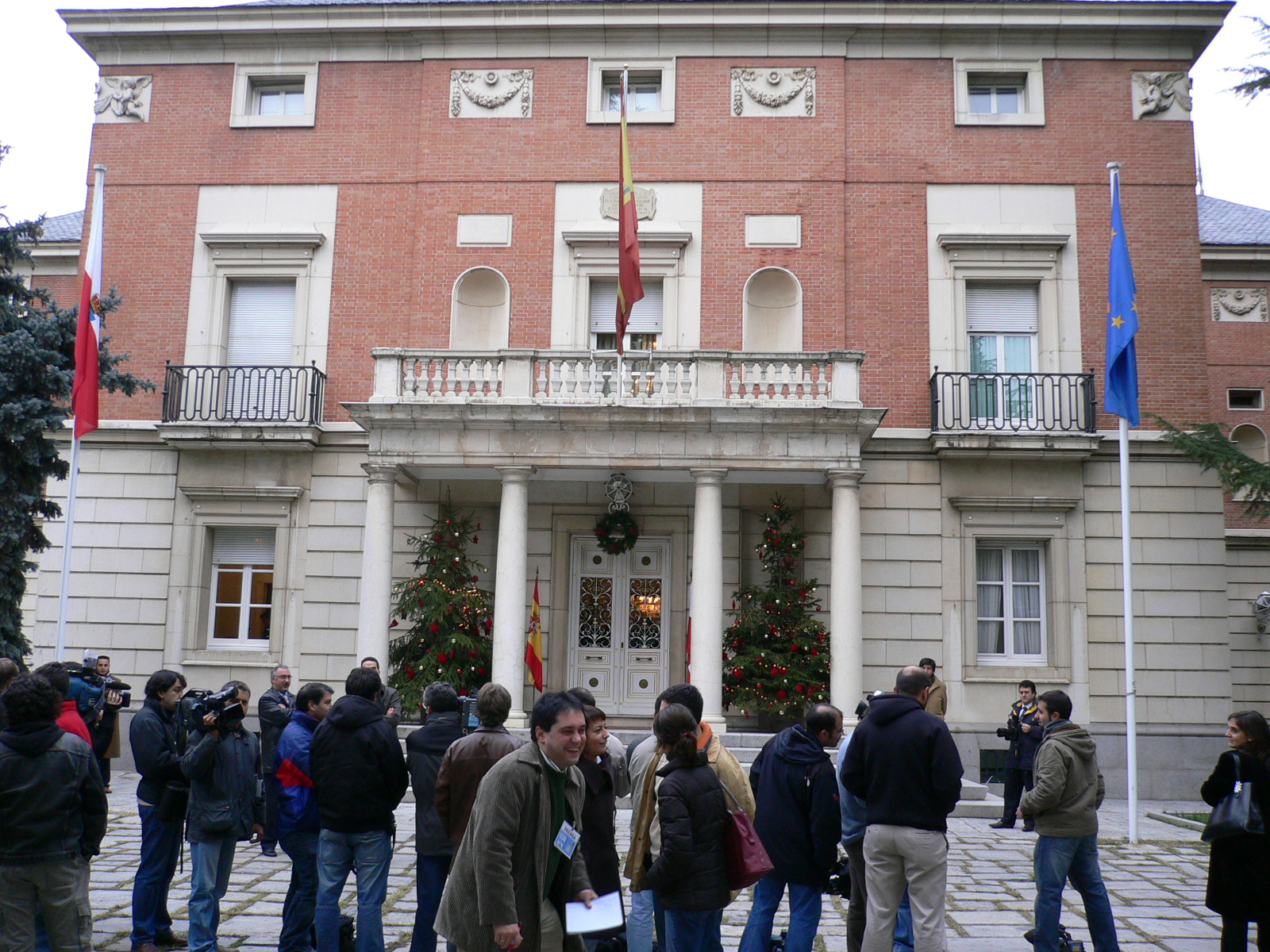
Periodistas a las puertas del Palacio de la Moncloa (diciembre de 2005)

El Palacio de la Moncloa es una histórica casa palaciega situada en el noroeste de Madrid, en el distrito de Moncloa-Aravaca. Fue construida en el siglo XVII, pero ha sufrido numerosas reformas. Desde 1977 acoge la sede de la Presidencia del Gobierno y es la residencia oficial del presidente del Gobierno y su familia.
En la actualidad, el palacio original actúa casi en exclusiva como residencia, pues alrededor de este se ha ido construyendo un complejo de edificios —aproximadamente 16— destinados a las labores administrativas y gubernamentales, denominado Complejo de la Moncloa.

## Orden de Carlos III

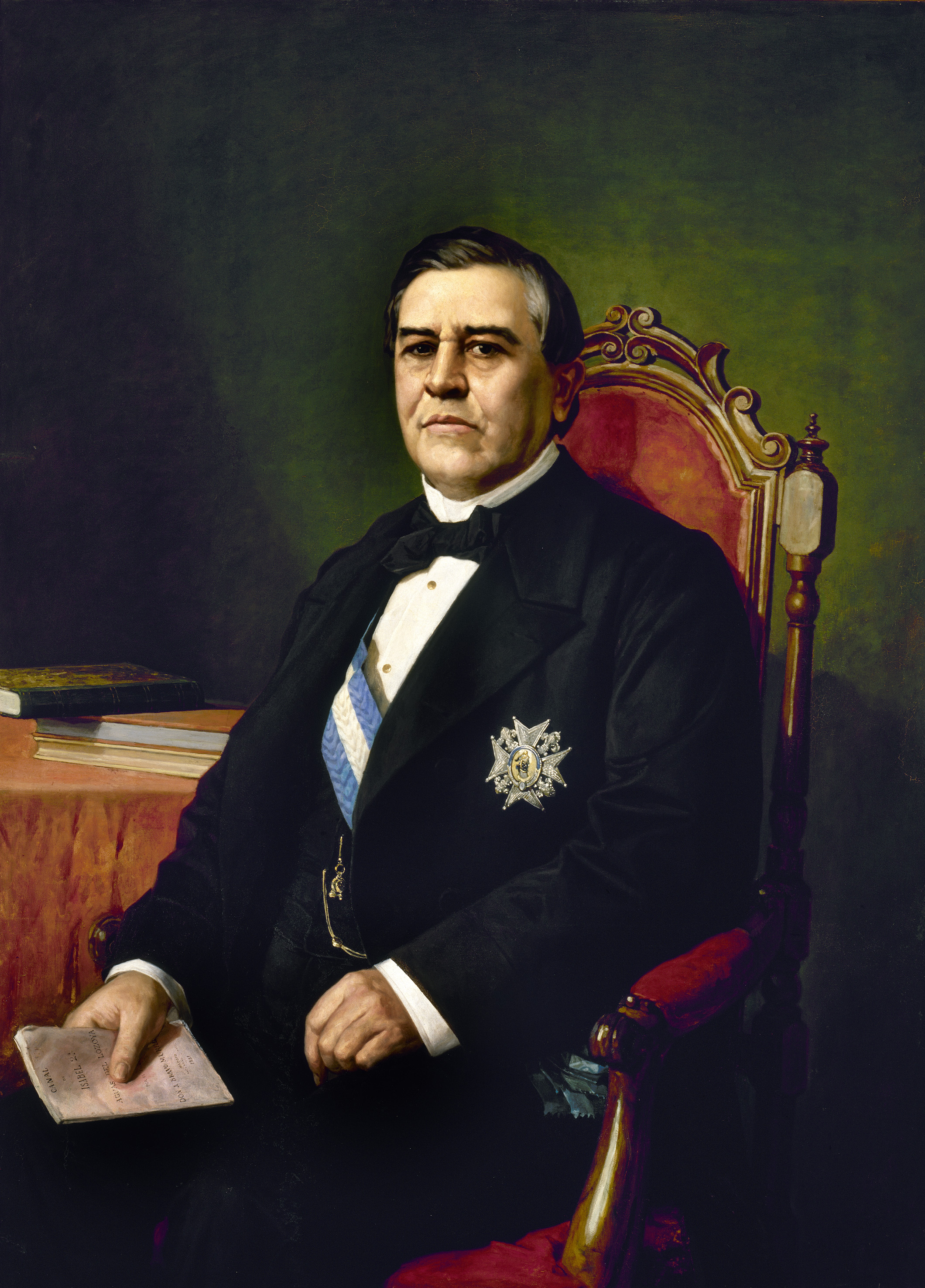
Juan Bravo Murillo, presidente del Consejo de Ministros entre 1851 y 1852, con la banda y gran cruz de la Orden de Carlos III (1877, de Manuel García Hispaleto).

La Orden de Carlos III, oficialmente Real y Distinguida Orden Española de Carlos III, fue establecida en 1771 por el rey Carlos III y hoy es la condecoración civil más alta del país. El reglamento actual de la Orden, establecido en octubre de 2002, establece que el presidente del Gobierno es el gran canciller de la Orden (segundo después del gran maestre, el monarca).
Según el mencionado reglamento, el presidente del Gobierno, al tomar posesión de su cargo, será investido con el grado de caballero o dama Gran Cruz de la Orden y con esta calidad actuará como gran canciller de la misma. En calidad de tal, le corresponde elevar a la aprobación del Consejo de Ministros los proyectos de reales decretos de concesión de los grados de Collar y Gran Cruz. Todos los títulos de los diferentes grados de la Real Orden deberán llevar su firma.
Las últimas personas en incorporarse a la orden fueron Teresa Ribera y José Luis Escrivá; ambos recibieron la Gran Cruz por sus servicios como ministros del Gobierno.

## Listado de presidentes
Desde la promulgación de la Constitución española en 1978 ha habido siete presidentes del Gobierno diferentes: dos centristas, tres socialistas y dos populares. El presidente que más tiempo ha estado en el cargo ha sido Felipe González (13 años y 5 meses) y el que menos, Leopoldo Calvo-Sotelo (1 año y 9 meses), que asumió el cargo tras la dimisión de su predecesor.

## Postpresidencia

### Honores y distinciones
Al cesar en el cargo, es costumbre que el monarca conceda al presidente saliente algún honor o dignidad. El honor otorgado es habitualmente el collar de la Orden de Isabel la Católica, el segundo honor civil más alto, mientras que los ministros reciben la gran cruz de la Orden de Carlos III (la distinción civil más alta). Esto se debe a que el presidente del Gobierno, al ser nombrado como tal por el rey, adquiere de forma automática el grado de caballero o dama de la Gran Cruz de la Orden de Carlos III, por lo que se le concede la siguiente distinción más alta.
Además de estas destinciones, el monarca podría ofrecer al expresidente del Gobierno un título nobiliario, siendo estas las máximas distinciones que puede otorgar en su calidad de fons honorum en España. Por costumbre, el título de concesión que crea la dignidad debe ser refrendado por un ministro del Gobierno. Cuando se crea un título para un expresidente, el presidente en activo suele refrendar el real decreto.
Aunque con anterioridad al reinado de Alfonso XIII se otorgaron numerosos títulos nobiliarios —o se elevó el rango de los que ya lo poseían— a presidentes y ministros (como el ducado de Grimaldi, el ducado de Prim, el marquesado de Grimaldo o el marquesado de la Paz), no fue hasta este periodo histórico cuando se hizo costumbre, pues el rey Alfonso otorgó durante su reinado un total de dieciséis de estas dignidades a expresidentes o familiares de expresidentes. De estas, cuatro fueron ducados (destinados a presidentes en activo asesinados), tres fueron marquesados y dos condados, así como concedió siete grandezas de España. Asimismo, el monarca también recompensó con numerosos toisones de oro. El rey Juan Carlos I quiso restaurar esta tradición y, por ello, como recompensa a su servicio, los últimos títulos nobiliarios concedidos (ambos con título de grandeza) fueron los de Adolfo Suárez, que fue nombrado duque de Suárez en 1981 (a quien también se le concedió el toisón de oro en 2007) y Leopoldo Calvo-Sotelo, nombrado marqués de la Ría de Ribadeo en 2002, veinte años después de ocupar el cargo. El último presidente al que se le ofreció un título nobiliario fue Felipe González, que lo rechazó. Desde entonces, ni el rey Juan Carlos I ni el rey Felipe VI han ofrecido tal honor a los sucesivos presidentes del Gobierno.

### Salario y oficina personal
En 1983, el primer Gobierno de Felipe González estableció el «Estatuto de los Ex Presidentes del Gobierno», que concedía a los expresidentes del Gobierno, durante cuatro años, el derecho a tener una oficina integrada por dos funcionarios, una dotación mínima de 2,5 millones de pesetas anuales para gastos de oficina y vehículo oficial con conductor.
Nueve años después, el Gobierno actualizó el Estatuto, otorgando el tratamiento vitalicio de «presidente», eliminando el límite de tiempo en el que el presidente recibiría privilegios y ampliando estos a asistencia diplomática en el extranjero, seguridad, un salario personal durante dos años después de dejar el cargo y pase gratuito en transporte público, así como una dotación indeterminada para gastos de oficina. Para el año 2023 (prorrogado para 2025), cada uno de los expresidentes vivos recibe 74 580 euros para el sustento de sus respectivas oficinas.
Asimismo, desde 2004, los expresidentes tienen la condición de consejeros natos del Consejo de Estado, pudiendo solicitar su incorporación a este órgano consultivo con carácer vitalicio. A fecha de marzo de 2024, solo José María Aznar y José Luis Rodríguez Zapatero han hecho uso de este privilegio.

Expresidentes vivos
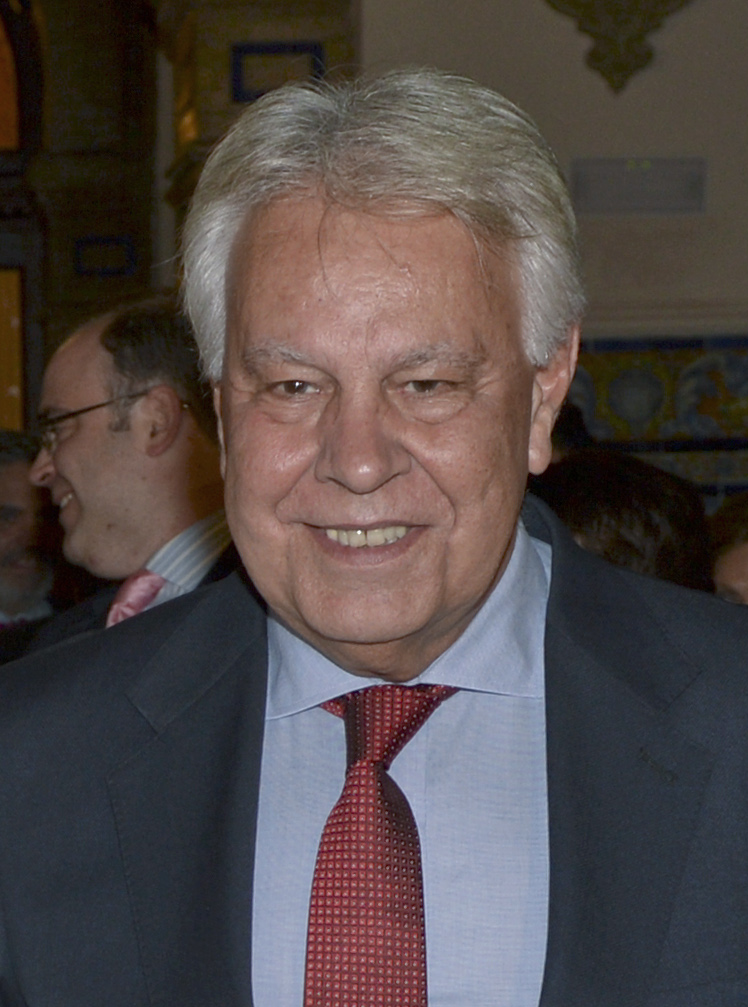
Felipe González (1982-1996) 5 de marzo de 1942 (83 años)
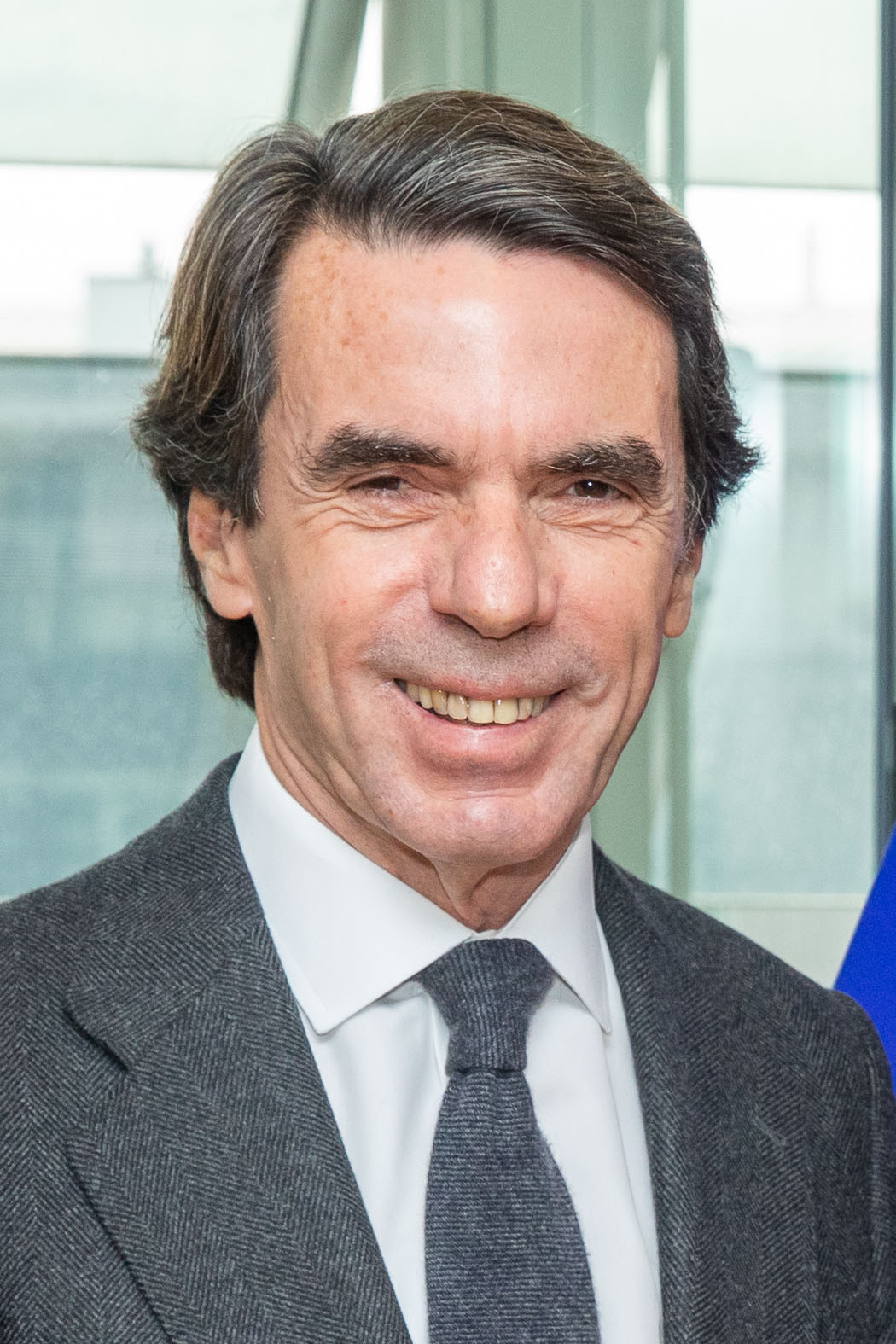
José María Aznar (1996-2004) 25 de febrero de 1953 (72 años)
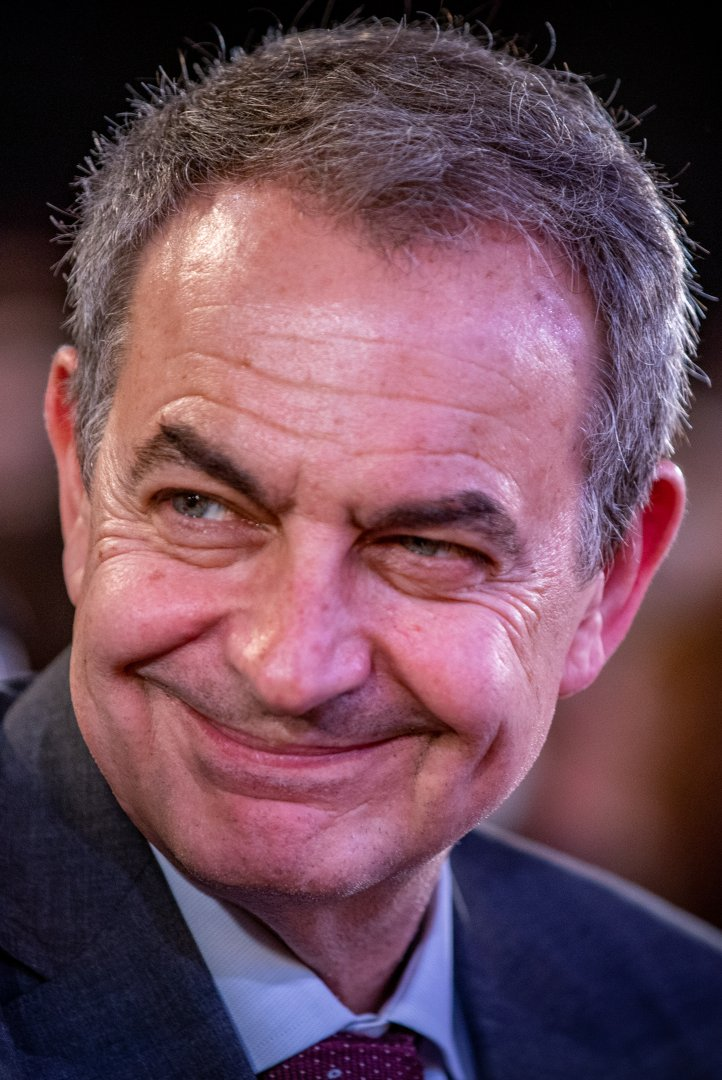
José Luis Rodríguez Zapatero (2004-2011) 4 de agosto de 1960 (64 años)
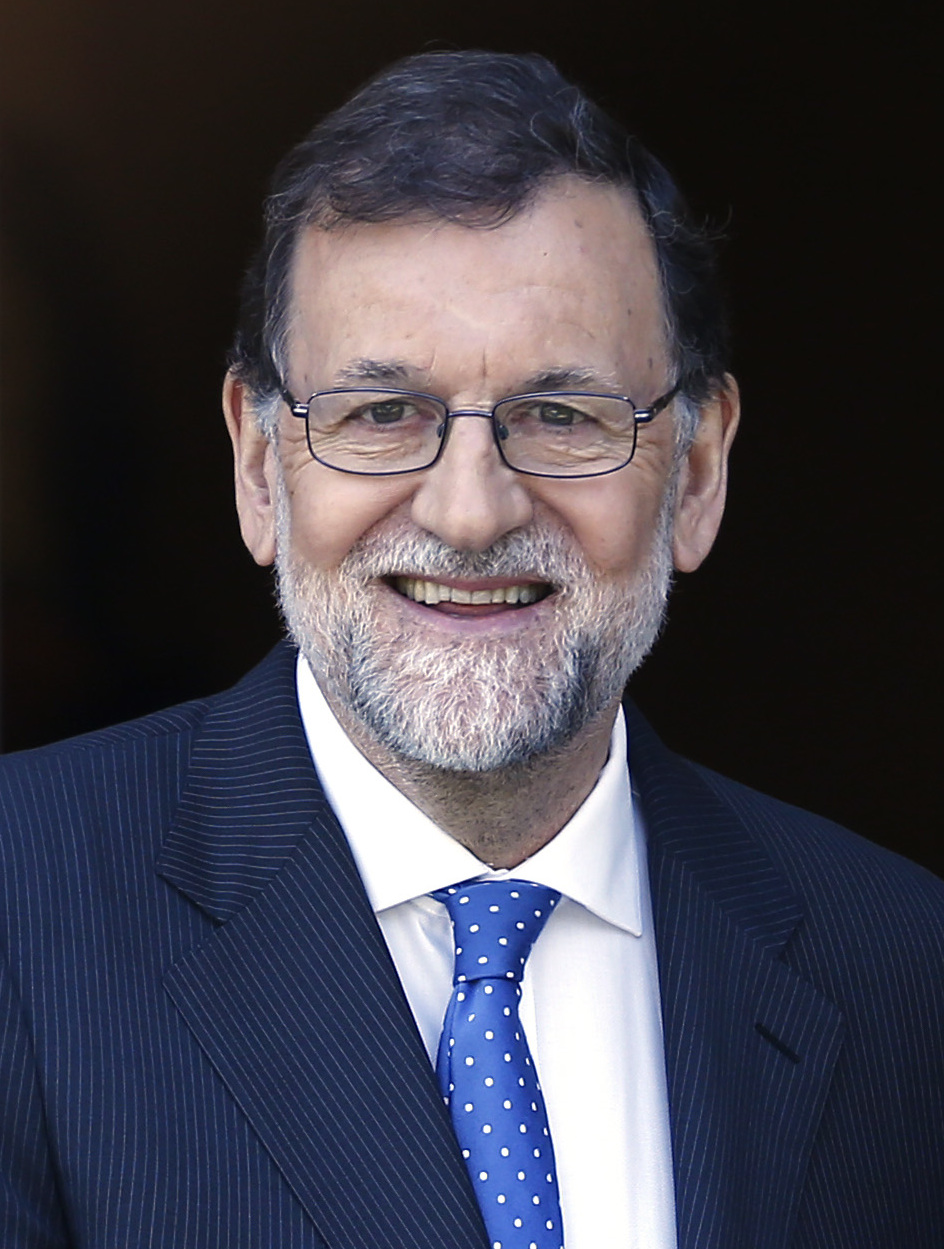
Mariano Rajoy (2011-2018) 27 de marzo de 1955 (70 años)